# Václav Skuhravý
Václav Skuhravý (* 16. ledna 1979 Slaný) je bývalý český profesionální hokejista, který skoro celou svou kariéru strávil v týmu HC Energie Karlovy Vary. Nyní je asistentem trenéra týmu Rytíři Kladno. Dříve působil ve vedení HC Energie Karlovy Vary jako manažer programu hráčského rozvoje. Také současně hraje rekreačně 2. Ligu za HC Stadion Cheb. V extralize odehrál celkem 1001 utkání, než kariéru ukončil po sezóně 2020/2021. V letech 2020 až 2024 byl zastupitelem Karlovarského kraje.

## Hráčská kariéra
- 1998-99 HC Energie Karlovy Vary
- 1999-00 HC Ytong Brno
- 2000-01 HC GEUS OKNA Kladno, HC Chemopetrol Litvínov, SK Kadaň (1. liga)
- 2001-02 HC GEUS OKNA Kladno, SK Kadaň (1. liga)
- 2002-03 HC Energie Karlovy Vary
- 2003-04 HC Energie Karlovy Vary
- 2004-05 HC Energie Karlovy Vary
- 2005-06 HC Energie Karlovy Vary
- 2006-07 HC Energie Karlovy Vary
- 2007-08 HC Energie Karlovy Vary
- 2008-09 HC Energie Karlovy Vary
- 2009-10 HC Energie Karlovy Vary
- 2010-11 HC Energie Karlovy Vary
- 2011-12 HC Energie Karlovy Vary
- 2012-13 HC Energie Karlovy Vary
- 2013-14 HC Verva Litvínov, HC Motor České Budějovice (1. liga)
- 2014-15 HC Energie Karlovy Vary
- 2015-16 Rytíři Kladno, (play off) HC Energie Karlovy Vary
- 2016-17 HC Energie Karlovy Vary
- 2017-18 HC Energie Karlovy Vary
- 2018-19 HC Energie Karlovy Vary
- 2019-20 HC Energie Karlovy Vary
- 2020-21 HC Energie Karlovy Vary
- 2021-22 Nehrál
- 2022-23 HC Stadion Cheb
- 2023-24 HC Stadion Cheb

## Reprezentace
| Rok                       | Tým                       | Soutěž                    | Z | G | A | B | TM |
| ------------------------- | ------------------------- | ------------------------- | - | - | - | - | -- |
| 2008                      | Česko                     | MS                        | 2 | 0 | 0 | 0 | 0  |
| Seniorská kariéra celkově | Seniorská kariéra celkově | Seniorská kariéra celkově | 2 | 0 | 0 | 0 | 0  |

## Politická angažovanost
V krajských volbách v roce 2020 byl jako člen hnutí Karlovaráci (KVC) zvolen zastupitelem Karlovarského kraje, a to na kandidátce uskupení „VOK - Volba pro kraj s podporou hnutí Karlovaráci“. Ve volbách v roce 2024 již nekandidoval.